# Oktubre
Oktubre é o segundo álbum de estúdio da banda de rock argentina Patricio Rey y sus Redonditos de Ricota, lançado em 1986. É o último álbum da banda com Piojo Ávalos, Tito D'Aviero e Willy Crook como membros da banda, que deixaram a banda após a turnê entre 1986/1987. Em 2007, a edição argentina da Rolling Stone incluiu este álbum na quarta posição da lista 100 Maiores Álbuns do Rock Nacional.

## Descrição
A capa do álbum e conceito são inspirados na Revolução de Outubro da Rússia de 1917, que foi desenhada por Ricardo Rocambole Cohen. enquanto a sonoridade tem elementos de pós-punk da New wave dos anos 1980 de grupos como The Cure, Joy Division e The Police. A banda conseguiu algum airplay com "Jijiji " e "Ya nadie va a escuchar tu remera" e, como resultado, Patricio Rey seguiu uma direção mais melódica em relação à rádio nos futuros álbuns.
It is a more conceptual cover. The ideas were conceived on a Fernet night: Indio saw flags, crowds. At first it was to be all red and black, but then I added gray when I remade it in a more abstract manner. An mirrored letter gives the typography a Soviet feel. On the back cover you can see the La Plata cathedral on fire: a symbol of revolution. I find it strange to see my work on t-shirts and tattoos: people have appropriated things such as the fist and chain, which were made in 15 minutes for an ad. At Paladium, I personified Patricio Rey with an old pair of glasses.— Rocambole
Do lado direito, distingue-se o rosto de Che Guevara.

## Lista de músicas
- Todas as músicas escritas por Solari / Beilinson:[3][4][5]

| N.º | Título                                                                        | Duração |  |
| 1.  | "Fuegos de Octubre [October Fires]"                                           |         |  |
| 2.  | "Preso en mi ciudad [Prisoner in my city]"                                    |         |  |
| 3.  | "Música para pastillas [Music for pills]"                                     |         |  |
| 4.  | "Semen-Up"                                                                    |         |  |
| 5.  | "Divina TV Führer [Divine Tv Führer]"                                         |         |  |
| 6.  | "Motor psico [Psycho engine]"                                                 |         |  |
| 7.  | "Jijiji"                                                                      |         |  |
| 8.  | "Canción para naufragios [Shipwrecks Song]"                                   |         |  |
| 9.  | "Ya nadie va a escuchar tu remera [Nobody will listen to your shirt anymore]" |         |  |

## Formação
- Patrício Rey
- Índio Solari - Vocais.
- Skay Beilinson - guitarra solo.
- Tito "Fargo" D'Aviero - Guitarra base.
- Semilla Bucciarelli – Baixo.
- Piojo Avalos - Bateria.
- Willy Crook - Saxofone.

Convidados
- Daniel Melero – Teclados.
- Cláudio Cornélio – Percussão.

### Adicional
- Osvel Costa - Engenheiro.
- Ricardo "Rocambole" Cohen - Capa e Arte.
- Poli - Produtor executivo.